# Norr-Äspen
Norr-Äspen är ett naturreservat i Luleå kommun i Norrbottens län.
Området är naturskyddat sedan 1997 och är 5,8 kvadratkilometer stort. Reservatet omfattar ön med detta namn i Lule skärgård. Reservatet består av urskogsliknande granskog med inslag av lövträd.